# Aplonobia hyderabadiensis
Aplonobia hyderabadiensis är en spindeldjursart som först beskrevs av Chaudhri, Akbar och Rasool 1974.  Aplonobia hyderabadiensis ingår i släktet Aplonobia och familjen Tetranychidae. Inga underarter finns listade i Catalogue of Life.